# Die gläserne Zelle
Die gläserne Zelle é um filme de drama alemão de 1978 dirigido e escrito por Hans W. Geißendörfer. Foi indicado ao Oscar de melhor filme estrangeiro na edição de 1979, representando a Alemanha Ocidental.

## Elenco
- Brigitte Fossey: Lisa Braun
- Helmut Griem: Phillip Braun
- Dieter Laser: David Reinelt
- Walter Kohut: Robert Lasky
- Claudius Kracht: Timmie Braun
- Günter Strack: Direktor Goller
- Martin Flörchinger:
- Hans-Günter Martens: Staatsanwalt
- Edith Volkmann: Nachbarin
- Bernhard Wicki: Kommissar Österreicher